# Schistostege decussata

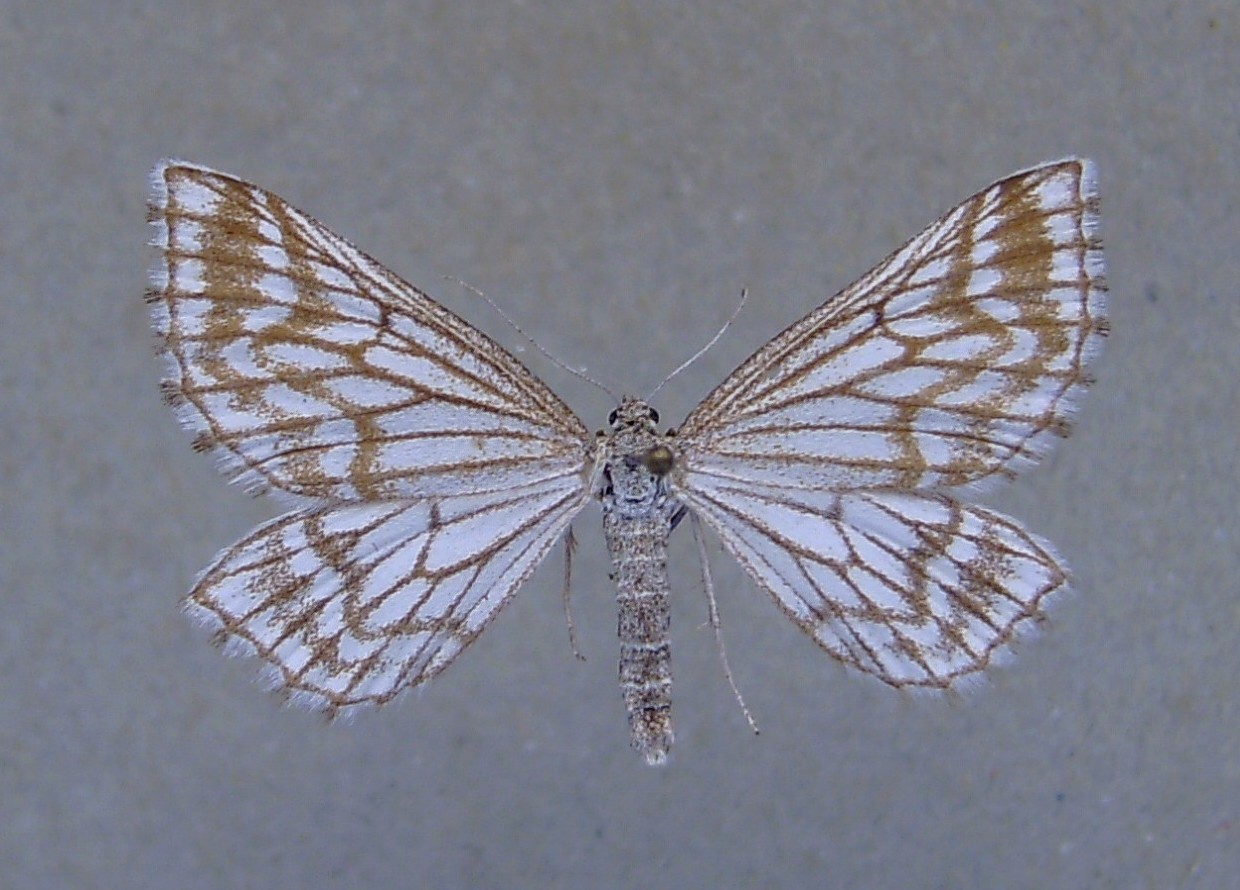
Schistostege decussata, weiße Form

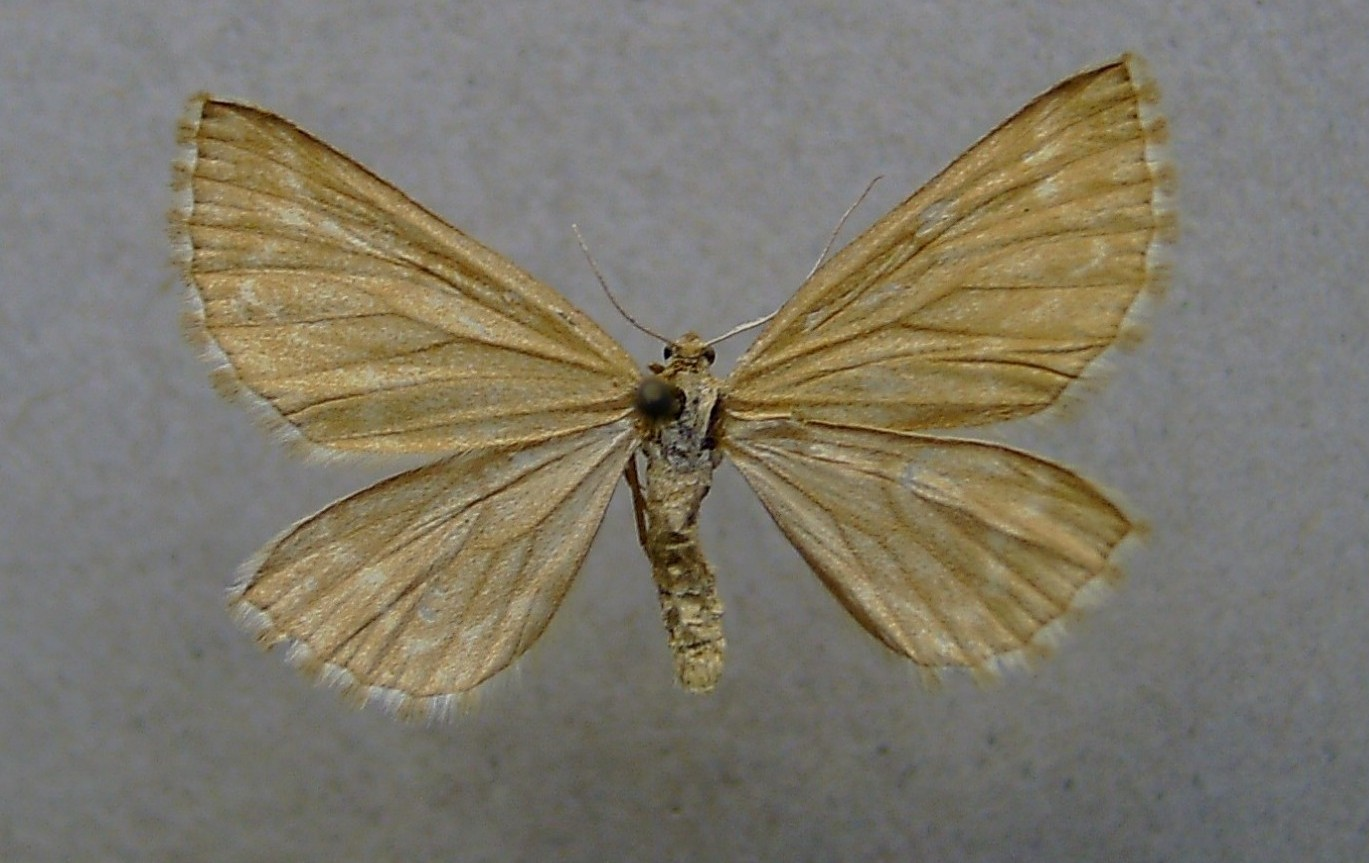
Schistostege decussata, Gelbbraune Form

Schistostege decussata ist ein Schmetterling (Nachtfalter) aus der Familie der Spanner (Geometridae).

## Merkmale

### Falter
Die Flügelspannweite der Falter beträgt 24 bis 32 Millimeter, wobei sich die Weibchen an der unteren Größengrenze bewegen. Es existieren zwei sehr unterschiedliche Farbmorphen. Die Flügel der hellen Morphe sind in der Grundfarbe weiß und zeigen eine sehr deutliche schwarze oder braune Zeichnung. Insbesondere die Adern sind sehr klar angelegt. Die äußere Querlinie auf den Vorderflügeln weist einen markanten Knick in Richtung des Saumes auf. Die Submarginalregion ist leicht verdunkelt. Auf den ebenfalls weiß gefärbten Hinterflügeln setzt sich die dunkle äußere Querlinie der Vorderflügel fort. Die Fransen sind abwechselnd braun und weiß gescheckt. Arttypisch ist die Flügelform, die durch einen sehr spitzen Apex auf Vorder- sowie Hinterflügeln charakterisiert ist. Die andere Farbmorphe besitzt eine gelbbraune Grundfarbe, ist gelegentlich leicht rötlich überstäubt und zeigt nur eine sehr undeutliche Zeichnung. Bei dieser Morphe sind die Querlinien weißlich gefärbt.

### Ei, Raupe
Das bräunlichgelbe Ei ist seitlich stark eingekerbt. Es ist 0,8 Millimeter lang und 0,5 Millimeter breit.
Junge Raupen sind gelbgrau bis grüngrau und besitzen weißgelbe Rücken- und Seitenstreifen, die alle von dunkelbraunen Streifen begrenzt sind. Der Nacken ist hellbraun und leicht gesprenkelt. Die Nachschieber sind breit. Erwachsene Raupen sind walzig gestreckt, gelblichgrün, undeutlich schwarzbraun gestreift und zeigen im hellen Rückenstreifen eine feine dunkle Linie, daneben einen breiten graugrünen Streifen, der unten von einer zackig-scharfen, feinen dunklen Linie begrenzt ist. An die breite, helle, gegen den Bauch zu dunkler werdende Seitenlinie schließt oben eine breite dunkle Linie an. Alle Streifen und Linien verlaufen unregelmäßig feinzackig.

## Geographische Verbreitung und Lebensraum
Die Art kommt in Südost- und Osteuropa bis zur Ukraine sehr lokal vor. In Ungarn und in Niederösterreich ist sie durch die gelbbraune Form vertreten. Sie ist auf warmen Magerrasenflächen, aber auch auf feuchten Wiesen anzutreffen.

## Lebensweise
Schistostege decussata bildet eine Generation pro Jahr, deren Falter im Juni und Juli fliegen. Sie sind überwiegend tagaktiv. Die Raupen leben von April bis Juni. Hauptfutterpflanzen sind Wolfsmilcharten (Euphorbia). Bei der Zucht wird auch Löwenzahn (Taraxacum) angenommen. Das Ei überwintert.

## Unterarten
Folgende Unterarten sind bekannt:
- Schistostege decussata decussata
- Schistostege decussata dinarica
- Schistostege decussata flavata
- Schistostege decussata lugubrata
- Schistostege decussata rumelica

## Systematik und Taxonomie
Die taxonomische Stellung der gelbbraunen Form ist in der Diskussion. Fajčík  bezeichnet sie als Schistostege treitschkei. Dieser Name wird auch in älterer Literatur verwendet.